# ホアキン・コレア
カルロス・ホアキン・コレア（Carlos Joaquín Correa, 1994年8月13日 - ）は、アルゼンチン・フアン・バウティスタ・アルベルディ出身のサッカー選手。セリエA・インテル・ミラノ所属。アルゼンチン代表。ポジションはFW、MF。

## クラブ経歴
エストゥディアンテス・デ・ラ・プラタの下部組織で育ち、トップチームで活躍したのち、2015年1月にセリエAのUCサンプドリアに移籍する。
2016年7月10日、リーガ・エスパニョーラのセビージャFCへの移籍が発表された。
2018年8月1日、SSラツィオと5年契約を締結したことが発表された。
2021年8月26日、インテルナツィオナーレ・ミラノに買取義務付きのローン移籍で加入したことが発表された。
2023年8月25日、オリンピック・マルセイユに買取オプション付きのローン移籍で加入したことが発表された。マルセイユでは、「得点関与ゼロ」に終わってしまい、買取OPも行使されなかったため、インテルに戻ることとなった。
2024年11月23日に行われたセリエA第13節エラス・ヴェローナFC戦では、2023年4月19日以来、約一年半ぶりとなる得点を含めた1ゴール2アシストを記録し、勝利に貢献した。

## 代表経歴
2017年6月9日のブラジルとのスーペルクラシコ・デ・ラス・アメリカスでアルゼンチン代表デビュー。続く6月13日のシンガポールとの親善試合で代表初得点を挙げた。2022 FIFAワールドカップのメンバーにも選出されたが大会直前の怪我の影響でメンバーを外れた。

## 個人成績
| クラブ               | シーズン | 国内リーグ | 国内リーグ | 国内カップ | 国内カップ | 南米カップ | 南米カップ | その他 | その他 | 通算 | 通算 |
| クラブ               | シーズン | 出場       | 得点       | 出場       | 得点       | 出場       | 得点       | 出場   | 得点   | 出場 | 得点 |
| -------------------- | -------- | ---------- | ---------- | ---------- | ---------- | ---------- | ---------- | ------ | ------ | ---- | ---- |
| エストゥディアンテス | 2011-12  | 3          | 0          | 0          | 0          | 0          | 0          | –      | –      | 3    | 0    |
| エストゥディアンテス | 2012-13  | 8          | 0          | 2          | 0          | 0          | 0          | -      | -      | 10   | 2    |
| エストゥディアンテス | 2013-14  | 26         | 1          | 3          | 0          | 0          | 0          | -      | -      | 29   | 1    |
| エストゥディアンテス | 2014-15  | 16         | 2          | 3          | 0          | 6          | 1          | -      | -      | 25   | 3    |
| クラブ               | シーズン | 国内リーグ | 国内リーグ | 国内カップ | 国内カップ | 欧州カップ | 欧州カップ | その他 | その他 | 通算 | 通算 |
| クラブ               | シーズン | 出場       | 得点       | 出場       | 得点       | 出場       | 得点       | 出場   | 得点   | 出場 | 得点 |
| サンプドリア         | 2014-15  | 6          | 0          | 0          | 0          | 0          | 0          | –      | –      | 6    | 0    |
| サンプドリア         | 2015-16  | 25         | 3          | 0          | 0          | 0          | 0          | -      | -      | 25   | 3    |
| クラブ               | シーズン | 国内リーグ | 国内リーグ | 国内カップ | 国内カップ | 欧州カップ | 欧州カップ | その他 | その他 | 通算 | 通算 |
| クラブ               | シーズン | 出場       | 得点       | 出場       | 得点       | 出場       | 得点       | 出場   | 得点   | 出場 | 得点 |
| セビージャ           | 2016-17  | 26         | 4          | 4          | 0          | 3          | 1          | 1      | 0      | 34   | 5    |

## 代表歴

### 試合数
2022年11月16日現在
- 国際Aマッチ 20試合 4点 (2017年 - )

| アルゼンチン代表 | 国際Aマッチ | 国際Aマッチ |
| 年               | 出場        | 得点        |
| ---------------- | ----------- | ----------- |
| 2017             | 3           | 1           |
| 2019             | 1           | 0           |
| 2020             | 1           | 1           |
| 2021             | 11          | 1           |
| 2022             | 4           | 1           |
| 通算             | 20          | 4           |

### 得点
| # | 開催日         | 開催地                                     | 対戦国           | スコア | 結果 | 大会                          |
| - | -------------- | ------------------------------------------ | ---------------- | ------ | ---- | ----------------------------- |
| 1 | 2017年6月13日  | カラン、国立競技場                         | シンガポール     | 0-2    | 0-6  | 親善試合                      |
| 2 | 2020年10月13日 | ラパス、エスタディオ・エルナンド・シレス   | ボリビア         | 1-2    | 1-2  | 2022 FIFAワールドカップ・予選 |
| 3 | 2021年9月2日   | カラカス、エスタディオ・オリンピコ         | ベネズエラ       | 0-2    | 1-3  | 2022 FIFAワールドカップ・予選 |
| 4 | 2022年11月16日 | アブダビ市、シェイク・ザイード・スタジアム | アラブ首長国連邦 | 0-5    | 0-5  | 親善試合                      |

## タイトル

### クラブ
ラツィオ
- コッパ・イタリア: 2018-19
- スーペルコッパ・イタリアーナ: 2019

インテル・ミラノ
- コッパ・イタリア: 2021-22, 2022-23
- スーペルコッパ・イタリアーナ: 2021, 2022

### 代表
アルゼンチン
- コパ・アメリカ: 2021
- CONMEBOL-UEFAカップ・オブ・チャンピオンズ: 2022